# Pusztavám
Pusztavám es un pueblo húngaro perteneciente al distrito de Mór, condado de Fejér.

## Superficie
Cuenta con una superficie de 34,69 km².

## Demografía
Hasta 2024 la población era de 2395	habitantes, con una densidad de población de 69,04 hab/km².
| Gráfica de evolución demográfica de Pusztavám entre 2020 y 2024 |
|                                                                 |
| Datos según la Oficina Central de Estadística de Hungría.       |